# BSFZ-Arena
BSFZ-Arena – stadion piłkarski w Maria Enzersdorf w powiecie Mödling niedaleko Wiednia, w Austrii. Obiekt może pomieścić 12000 widzów. Został otwarty w 1967 roku. Swoje spotkania rozgrywa na nim drużyna Admira Wacker Mödling. Wcześniej nazywał się Bundesstadion Südstadt i Trenkwalder-Arena.